# Лунин, Николай Александрович (контр-адмирал)

Памятная доска в Ростове-на-Дону

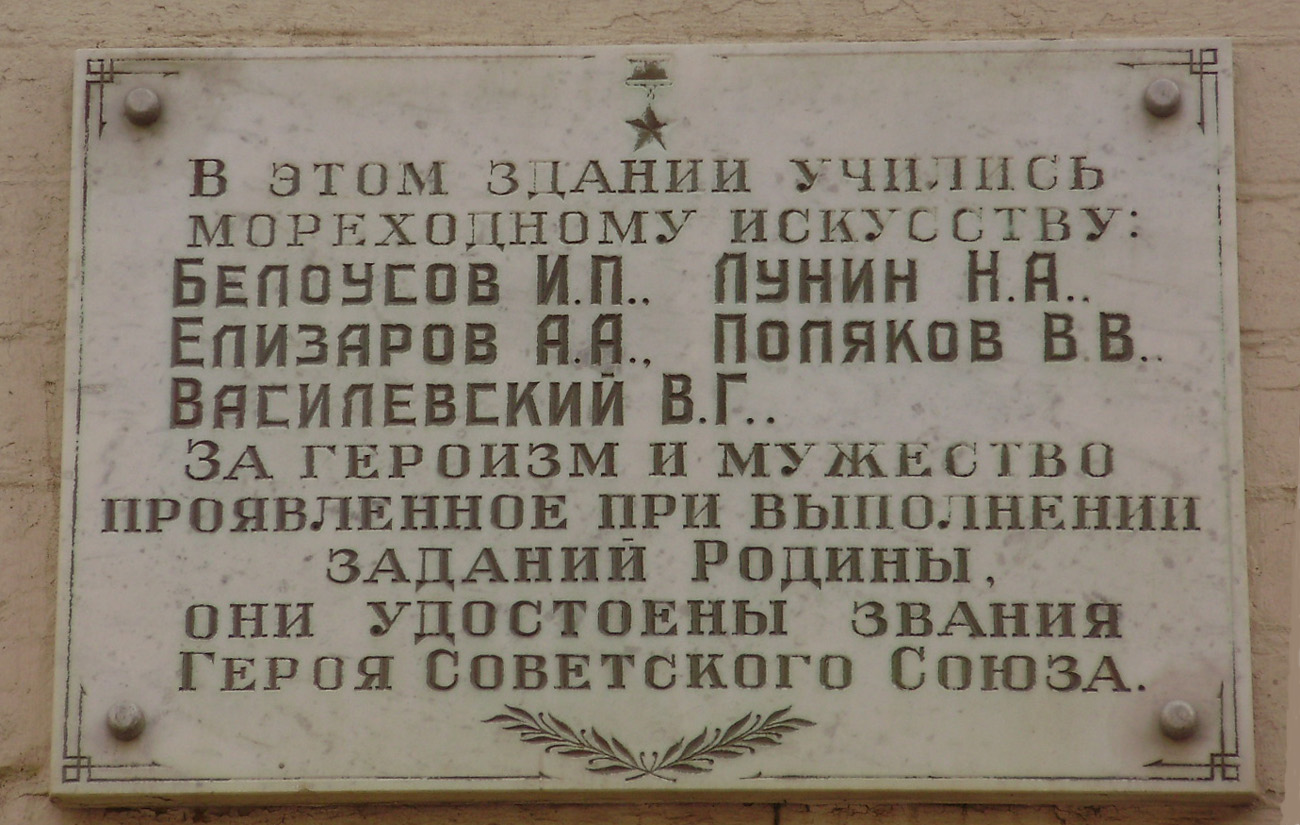
Памятная доска в Ростове-на-Дону

Никола́й Алекса́ндрович Лу́нин (1907—1970) — советский военный моряк-подводник в годы Великой Отечественной войны, Герой Советского Союза (3.04.1942). Контр-адмирал (18.02.1958).

## Молодость
Родился в Одессе в семье моряка в 1907 году. В 1910 году семья переехала в Мариуполь, где отец стал работать на портовой землечерпалке, в Мариуполе прошли детство и подростковые годы Николая. В году революции и гражданской войны учёбу пришлось прервать, в 1917 году работал котлочистом на судах Мариупольского порта, в 1920 году — рассыльным. После войны Николай возобновил учёбу в школе-семилетке № 31 Мариуполя, которую окончил в 1924 году. С этого года стал работать камбузником, юнгой, матросом на судах портфлота. В 1925 году уезжает в Ростов-на-Дону учиться в морском политехникуме (ныне — Институт водного транспорта имени Г. Я. Седова), окончил его в 1930 году. Член ВКП(б) с 1928 года.
В августе 1930 года был призван на срочную службу в Красную Армию, служил шифровальщиком в штабе Северо-Кавказского военного округа. В ноябре 1931 года уволен в запас.
После увольнения в запас вернулся на торговый флот, с января 1932 года преподавал в Одесском институте инженеров водного транспорта. С мая 1933 года плавал на баркентине «Вега» по Чёрному морю вторым помощником капитана, а вскоре стал старшим помощником и капитаном судна. Затем плавал на судах «Вега», «Серго», «Азнефть», «Грозный», «Советская нефть» штурманом и капитаном. Ходил в рейсы в Турцию, Францию, Германию, Данию.

## Служба на флоте
В октябре 1935 года был призван в Рабоче-Крестьянский Красный Флот, направлен на учёбу в Учебный отряд подводного плавания ВМС РККА имени С. М. Кирова. Окончил командное отделение Учебного отряда в апреле 1937 года, получил воинское звание старший лейтенант и назначен помощником командира подводной лодки «Щ-402» Северного флота, в апреле 1938 года — командиром лодки Щ-404.
19 октября 1938 года капитан-лейтенант Лунин был исключён из ВКП(б). В ночь на 25 октября (по другим данным, 2 ноября) 1938 года был арестован по ложному обвинению, содержался в тюрьме под следствием. После года пребывания в тюрьме 27 ноября 1939 года был судим Военным трибуналом Северного флота по обвинению в совершении преступления, предусмотренного ст. 58 ч. 10 УК РСФСР и полностью оправдан. 27 ноября освобождён, затем восстановлен в ВКП(б), а 9 декабря 1939 года восстановлен на флоте с возвращением прежнего воинского звания. После пребывания в распоряжении командующего Северным флотом в апреле 1940 года назначен командиром подводной лодки «Щ-421». Вскоре получил очередное воинское звание капитан-лейтенант.

### Командир Щ-421
С началом Великой Отечественной войны капитан 3-го ранга Н. А. Лунин продолжал командовать подводной лодкой «Щ-421» серии X типа «Щука» Северного флота. В первый поход вывел свою лодку вечером 22 июня 1941 года. На ней он с июня 1941 по февраль 1942 года выполнил 5 боевых походов, произвёл по кораблям и судам противника 7 торпедных атак. Согласно его заявлениям, «Щ-421» потопила 7 транспортов противника общим водоизмещением 49 тыс. тонн. Однако подтверждённым документально является потопление только одного парохода: 5 февраля 1942 года «Щ-421» потопила немецкий пароход «Konsul Schulte» (2975 брт). Лодка была атакована кораблями конвоя и получила значительные повреждения, но экипаж сумел спасти корабль и прибыл своим ходом на базу. В начале апреля 1942 года ПЛ «Щ-421» была награждена орденом Красного Знамени.
К званию Героя Советского Союза Н. А. Лунин был представлен за потопление 7 транспортов противника общим водоизмещением 49 000 тонн в качестве командира «Щ-421».
Указом Президиума Верховного Совета СССР от 3 апреля 1942 года за «образцовое выполнение боевых заданий командования на фронте борьбы с немецкими захватчиками и проявленные при этом отвагу и геройство» капитану 3-го ранга Лунину Николаю Александровичу присвоено звание Героя Советского Союза с вручением ордена Ленина и медали «Золотая Звезда».
28 февраля 1942 года Н. А. Лунин получает новое назначение на должность командира подводного крейсера «К-21». Выполнил на этом корабле 7 боевых походов (9181 мили), произвёл 13 торпедных атак, доложил о потоплении 10 немецких кораблей. Также выполнил 4 минные постановки и один поход для высадки разведгруппы на побережье Норвегии. В марте 1942 года успешно выполнил задание по поиску в открытом море и спасению потерявшей ход подводной лодки «Щ-402».

### Атака «Тирпица»
18 июня 1942 года К-21 вышла в четвёртый поход с целью действия на морских коммуникациях противника в районе Вардё. 28 июня подводная лодка заняла позицию севернее острова Рольвсёй с целью прикрытия конвоя PQ-17. 5 июля в 16:22 лодка установила акустический, а в 17:00 — и визуальный контакт с немецкой эскадрой, состоявшей из линкора «Тирпиц», тяжёлых крейсеров «Адмирал Шеер» и «Адмирал Хиппер», семи эсминцев и двух миноносцев.
Лунин принял решение атаковать противника, и начал маневрирование, завершившееся торпедным залпом из четырёх кормовых торпедных аппаратов в 18:01, после чего подводная лодка начала отрыв от эскадры на глубине 30 м. Атака осложнялась хорошей видимостью и малым волнением моря (что заставляло командира, во избежание обнаружения лодки, очень ограниченно пользоваться перископом), а также высокой скоростью и маневрированием немецкой эскадры. Противник был атакован четырёхторпедным залпом из кормовых аппаратов, после чего лодка сразу пошла на погружение и легла на курс отхода. Непосредственно результатов атаки Лунин не наблюдал, на лодке лишь было зафиксировано два взрыва в 18:04, а также ряд глухих раскатистых взрывов в 18:31—18:38. В отчёте по итогам похода Лунин посчитал достоверным попадание двух торпед в «Тирпиц», также допуская, что торпеды могли попасть и в эсминцы эскорта, после чего на нём взорвались глубинные бомбы (когда потопленный корабль(-и) достиг глубины, на которую были установлены взрыватели глубинных бомб). Фактически атака оказалась неудачной вследствие пуска торпед с дистанции, превышающей дальность хода торпед, и даже не была зафиксирована противником.
При этом, немедленная переданная Луниным радиограмма с информацией о местоположении отряда немецких кораблей во главе с «Тирпицем», перехваченная и расшифрованная немцами, убедила немецкое командование в их обнаружении и в необходимости вернуть корабли в свои базы, что и было сделано.

### Расстрел норвежских мотоботов
3 апреля 1943 года К-21 под командованием Лунина вышла в девятый боевой поход. 4 апреля подлодка выставила минное заграждение. 9 апреля была произведена атака миноносца шеститорпедным залпом, в подлодке слышали 2—3 взрыва, непосредственно гибель корабля не наблюдалась; в послевоенное время результативность данной атаки подтверждена не была. 12 апреля подлодка западнее острова Сенья обнаружила мачты мотоботов. Ранее во время второго и четвёртого походов К-21 мотоботы атаковали лодку глубинными бомбами (в частности, во время второго похода, 19 января 1942 года на К-21 было сброшено 85 глубинных бомб), поэтому Лунин принял решение всплыть и дать бой в надводном положении. Лодка всплыла вблизи целой флотилии норвежских рыболовных мотоботов, занятых промыслом (данный район, называемый Свенсгрунн, богат рыбой) и, как оказалось впоследствии, невооружённых. Норвежские рыбаки, подняв флаг, обозначили свою национальную принадлежность, что, тем не менее, не заставило Лунина отказаться от атаки. Первым было атаковано судно «Havegga» с экипажем из 7 человек; в результате обстрела огнём артиллерии и стрелкового оружия были убиты трое и ранено ещё трое норвежских рыбаков, а судно было серьёзно повреждено. Далее был атакован мотобот «Baren», пытавшийся покинуть район боя; К-21 ограничилась очередью из пулемёта и сигналом, который норвежские рыбаки восприняли как запрет на отход к берегу. Следующей целью К-21 стал мотобот «Øistein», атакованный с расстояния 100 метров (рыбаки посчитали, что лодка подошла, чтобы попросить свежей рыбы). Мотобот был сильно повреждён артиллерийским огнём с близкой дистанции, пять рыбаков погибли, один был ранен. Ещё с одного мотобота, «Skreien», был снят и переведён на подлодку экипаж в составе 7 человек. Последним был атакован мотобот «Frøy», который в результате полученных повреждений затонул (погиб один и был ранен ещё один человек). При атаке мотоботов, помимо артиллерии, применялось также стрелковое оружие (ручной пулемёт ДП, винтовки, пистолет-пулемёт ППШ, револьвер Наган), причём Лунин лично стрелял по рыбакам из ручного оружия.
Согласно рапорту начальника политотдела бригады подводных лодок капитана 2-го ранга Болдырева (орфография авторская):
Решение потопить рыболовецкие боты командир принял будучи в пьяном виде. Дальнейшие действия командира были нервозными. Командир потребовал вынести на мостик ППШ, сам начал стрелять по рыбакам, но т. к. ППШ было установлено не на автоматику, командир мог произвести один только выстрел, а перевести на автоматическую стрельбу Лунин был не в состоянии, то последовали на мостике со стороны командира по адресу комендоров нецензурные слова с упрёками: „За что вас хлебом кормят“
Во время стрельбы волной был смыт за борт лодки краснофлотец Алексей Лабутин, подносивший снаряды к орудию. Командир лодки не принял всех необходимых мер для его спасения, посчитав утонувшим. Лабутина подобрал мотобот «Baren» и доставил в норвежский посёлок, где он был передан немецким оккупационным властям и помещён ими в концлагерь. В 1944 году ему удалось бежать, пробраться в Швецию и оттуда — в СССР. Норвежские рыбаки были доставлены в Мурманск; после войны четверо из них вернулись в Норвегию, трое погибли в советских лагерях. Действия Лунина против мотоботов не были одобрены командованием, но никакого наказания он не понёс. По итогам боя Лунин заявил о потоплении четырёх мотоботов, по норвежским данным, был потоплен один мотобот и три серьёзно повреждены.

### Победы

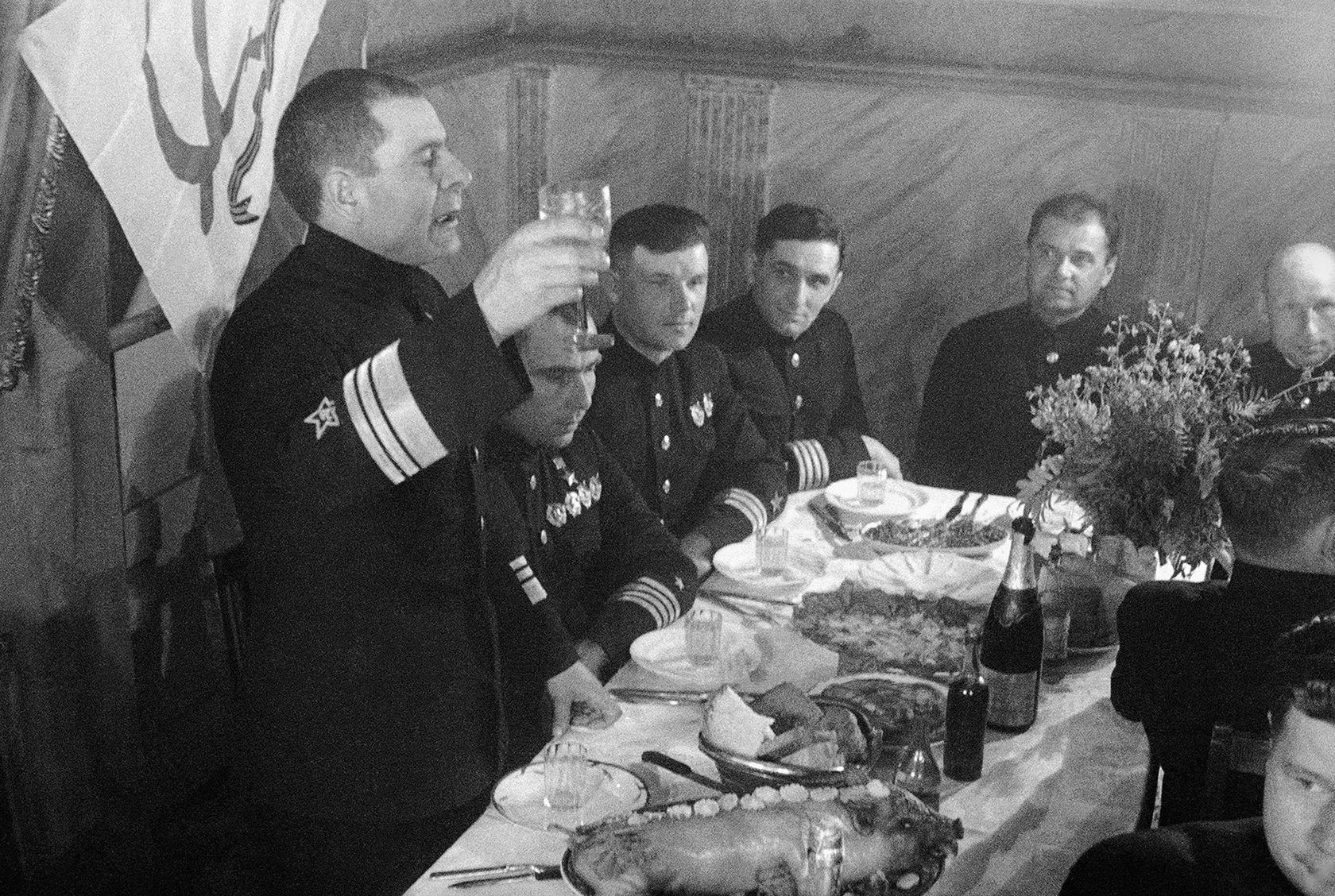
Вице-адмирал А. В. Головко произносит тост на банкете в честь боевых успехов подлодки К-21. Первый слева — Н. А. Лунин

Всего в ходе войны Н. А. Лунину было засчитано потопление 17 кораблей и судов противника, из которых в послевоенное время были подтверждены только 2 победы: один транспорт и невооружённый норвежский рыболовный мотобот, а также повреждение ещё трёх мотоботов;
- 5 февраля 1942 года Щ-421 трёхторпедным залпом с небольшой дистанции потопила немецкий пароход «Konsul Schulte» (2975 брт), шедший в составе конвоя с грузом разборных бараков для солдат (в экипаже парохода 2 погибших, 2 раненых)[21][22];
- 12 апреля 1943 года К-21 артогнём потопила норвежский мотобот «Frøy» (40 брт) и повредила ещё три мотобота, «Havegga», «Baren» и «Øistein».

#### Засчитанные, но неподтвержденные победы как командира Щ-421
- 2 ноября 1941 года — атака одиночной торпедой у мыса Нурклуббен гружёного транспорта (6000 тонн), следовавшего без охранения, экипаж слышал взрыв, после всплытия под перископ цель не обнаружена; по зарубежным данным — безуспешно атакован германский транспорт «João Pessoa» (3023 брт);
- 9 ноября 1941 года — атака двумя торпедами транспорта (10000-12000 брт), охранявшегося миноносцем, экипаж слышал 2 взрыва и наблюдал взрывы торпед у борта; по зарубежным данным атакован норвежский транспорт «Bretagne» и две торпеды преждевременно разорвались вблизи него (предположительно, от ударов по подводным препятствиям), корабли конвоя безуспешно атаковали лодку;
- 10 ноября 1941 года — атака двумя торпедами транспорта (4000 тонн) в составе конвоя западнее бухты Воген у выхода из Квенанген-фьорда, экипаж наблюдал «прямое попадание, тонувший транспорт и мотоботы, подбиравшие людей»; по зарубежным данным безуспешно атакован конвой с танкером «Weissenburg» (6281 брт) и транспортом «Magdalena Vinnen» (4594 брт), торпеды прошли мимо, лодку атаковали корабли конвоя (один из них получил небольшие повреждения от взрыва собственной глубинной бомбы, но и лодка получила повреждения и прервала поход);
- 13 декабря 1941 года — атака четырьмя торпедами одиночного транспорта (5000 брт) северо-западнее мыса Блудскютудде, экипаж слышал 2 взрыва; противник атаку не заметил;
- 26 января 1942 года — атака четырьмя торпедами транспорта (8000 тонн) в составе конвоя (4 сторожевых корабля) западнее устья Кьелле-фьорда, экипаж слышал два взрыва; по зарубежным данным безуспешно атакован конвой из германского транспорта «Nicoline Schiaffino» (4974 брт), норвежского танкера «Inger Johanne» (1202 брт) и германского госпитального судна «Fasan» (1275 брт), наблюдалась прошедшая мимо одна торпеда, сторожевой корабль атаковал лодку;
- 1 февраля 1942 года — атака двумя торпедами транспорта (10000 тонн) под охраной сторожевого корабля в Порсангер-фьорде, экипаж слышал взрыв и позднее наблюдал разлив топлива на поверхности моря; противник атаку не заметил[23]

#### Засчитанные, но неподтвержденные победы как командира К-21
- 29 марта 1942 года — атака семью торпедами транспорта противника в сопровождении сторожевого корабля, экипаж слышал два взрыва, поднял перископ только через 47 минут после пуска торпед и цель не обнаружил; по зарубежным данным, в этом района находился конвой в составе двух транспортов, танкера и противолодочного корабля, атака не зафиксирована;
- 27 июня 1942 года — атака линкора «Тирпиц» в составе конвоя, экипаж слышал два взрыва; противник атаку не заметил;
- 19 августа 1942 года — атака четырьмя торпедами отряда боевых кораблей (минный заградитель, 3 сторожевых корабля), экипаж слышал три взрыва, при поднятии перископа через 15 минут были обнаружены только 2 сторожевых корабля, из чего Лунин сделал вывод о потоплении минного заградителя и сторожевого корабля;
- 19 августа 1942 года (менее часа спустя) — атака четырьмя торпедами «уцелевшего» сторожевого корабля, экипаж слышал два взрыва, при поднятии перископа через 9 минут цель не обнаружена; по зарубежным данным, в районе атаки находился немецкий транспорт «Sevres» (5089 брт) под эскортом двух сторожевых кораблей, противник обе атаки не заметил;
- 20 февраля 1943 года — после дерзкого прорыва в надводном положении с включенными навигационными огнями в охраняемую бухту Воген «К-21» атаковала четырьмя торпедами из надводного положения группу судов, пришвартованных у причала, экипаж наблюдал 3 взрыва, после атаки «К-21» полным ходом прорвалась из фьорда в открытое море. По данным разведки, позднее «К-21» засчитали уничтожение плавбазы и стоявших рядом четырёх катеров; по данным противника, немцы наблюдали взрывы у кромки воды, но не поняли их характер и посчитали, что база была атакована ночным бомбардировщиком;
- 9 апреля 1943 года — атака шестью торпедами одиночного эсминца Z-20 «Karl Galster» в проливе Серей-сунд, экипаж слышал два взрыва, при поднятии перископа через 6 минут цель не обнаружена; противник атаку не заметил[24][25].

### Окончание войны и дальнейшая жизнь

Могила Лунина на Богословском кладбище Санкт-Петербурга.

В декабре 1943 года капитан 2-го ранга Лунин был назначен командиром дивизиона Бригады подводных лодок Северного флота. В марте 1944 года он направляется на учёбу в Военно-морскую академию имени К. Е. Ворошилова, которую оканчивает в 1946 году. С ноября 1946 года служил на Балтике: начальник штаба учебной бригады подводных лодок, с июня 1947 — командир учебного дивизиона подводных лодок 2-й бригады подводных лодок 8-го ВМФ (Балтика), с июня 1949 года — командиром этой бригады.
В октябре 1950 года назначен уполномоченным по подводным кораблям группы Постоянной комиссии Госприёмки в Ленинграде, с октября 1951 года — уполномоченным Балтийской группы Управления госприёмки кораблей ВМФ. С мая 1956 года по январь 1957 года Н. А. Лунин — командир 22-й отдельной бригады подводных лодок Северного флота в Ягельной Губе. С января 1957 года — начальник 11-го отдела Главного штаба ВМФ СССР. С апреля 1958 года занимал должности заместителя начальника 1-го научно-исследовательского института ВМФ, с марта 1961 года — начальника 9-го управления этого института. С июля 1961 года — начальник Центральной научно-исследовательской лаборатории аварийно-спасательного дела, с сентября 1961 года — начальник 228-й лаборатории Министерства обороны СССР. С апреля 1962 года контр-адмирал Н. А. Лунин — в отставке по болезни.
Будучи в отставке, продолжил ходить в дальние плавания. С 1962 года был капитаном-дублером дизель-электрохода «Обь», совершил на нём рейс к берегам Антарктиды. Затем плавал на пароходе «Селенга», на котором ходил в Арктику. Капитан дальнего плавания.
17 ноября 1970 года Н. А. Лунин скончался. Похоронен с воинскими почестями на Богословском кладбище в Ленинграде.

## Оценки деятельности
Контр-адмирал Иван Колышкин писал, что Лунин воюет «дерзко, хитро и […] с размахом», «по части тактики […] может многим дать сто очков вперёд, несмотря на свой сравнительно невеликий воинский стаж», «умеет держать экипаж в руках, быть взыскательным и строгим», «восприимчив к опыту, умеет извлекать уроки и из успехов и из неудач».

## Награды
- Герой Советского Союза (3.04.1942)
- два ордена Ленина (15.12.1941, 3.04.1942)
- три ордена Красного Знамени (2.06.1942, 24.08.1942, 26.10.1955)
- орден Ушакова 2-й степени (8.05.1944)
- орден Отечественной войны 1-й степени (20.06.1943)
- орден Красной Звезды (2.06.1951)
- медаль «За боевые заслуги» (3.11.1944)
- медаль «За оборону Советского Заполярья»
- Медаль «За победу над Германией в Великой Отечественной войне 1941—1945 гг.»
- юбилейные медали
- именное оружие (1957)
- орден Британской империи 4-й степени (1944)

## Память

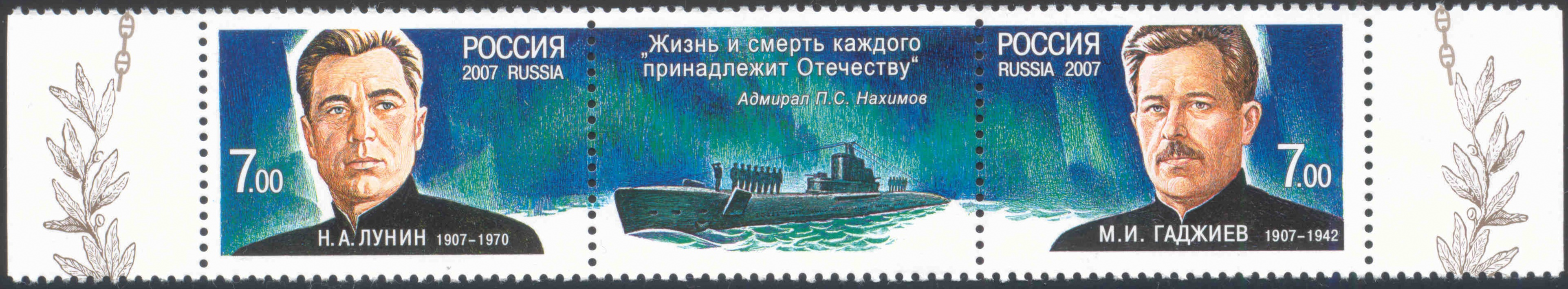
Н. А. Лунин и М. И. Гаджиев на юбилейной сцепке марок.

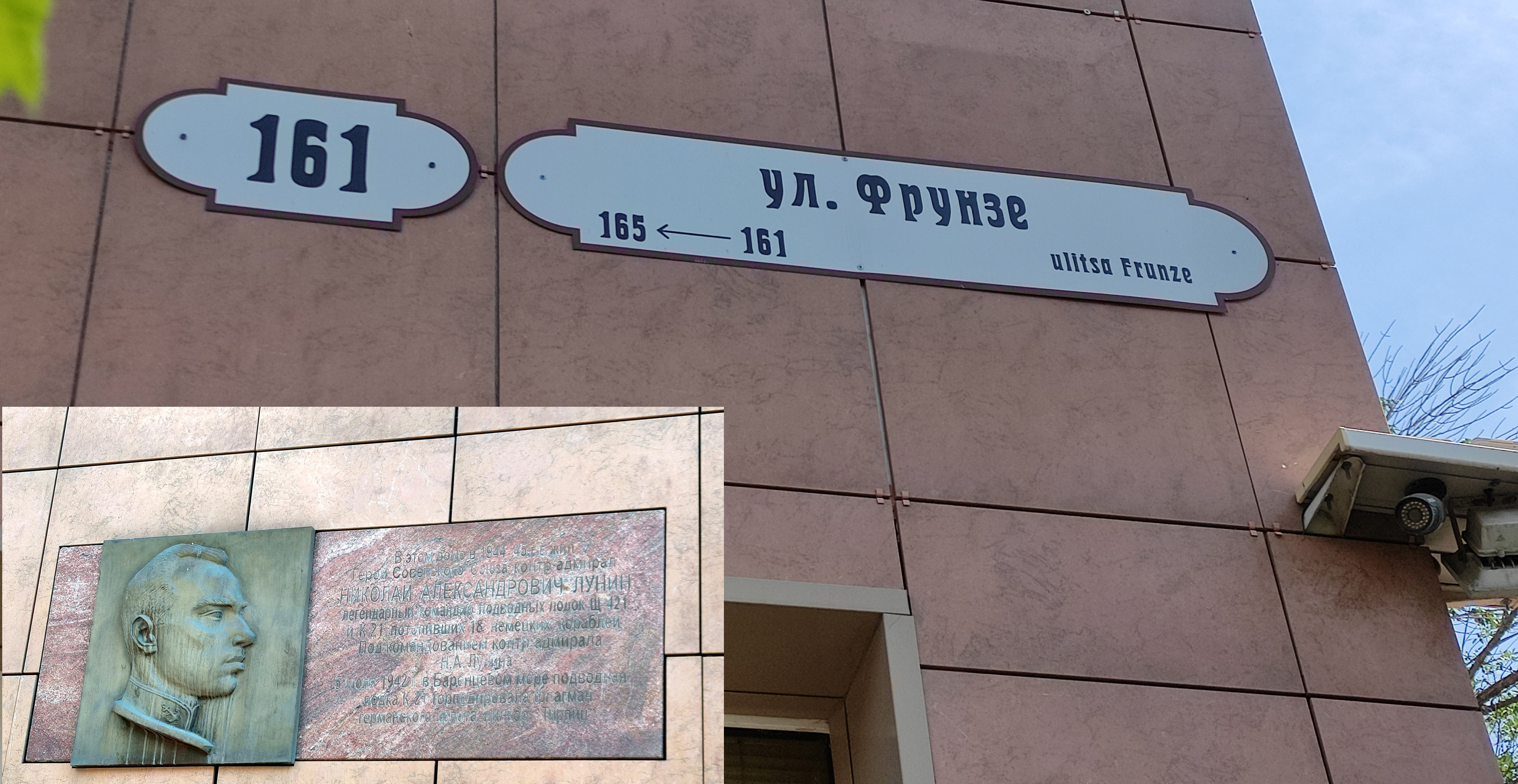
Мемориальная доска памяти Н. А. Лунина на д. 161 по ул. Фрунзе в Самаре, где он жил в 1944—1945 годах

- Именем Лунина назван проспект в Приморском районе Мариуполя, улицы в городах Полярный, Севастополь и Одесса, школа № 66 города Ростова-на-Дону и школа № 48 города Мурманска.
- На здании бывшего Азовского морского пароходства, на здании Ростовского мореходного училища имени Г. Я. Седова и на одном из зданий в городе Полярный Мурманской области, установлены памятные доски в честь Лунина.
- Именем Лунина было названо учебное судно «Адмирал Лунин» (в строю в 1965—1989 гг., приписано к Ростовскому мореходному училищу им. Г. Я. Седова, в 1989 году продано за границу и в 1999 году затонуло в Греции).
- Лунин увековечен в монументе Славы, воздвигнутом в одном из военных городков Северного флота[28].
- 7 мая 2011 года в городе Мариуполе, на площади Морского вокзала был торжественно открыт памятник контр-адмиралу Н. А. Лунину[29]. Сама площадь также названа именем Лунина.
- В Самаре на фасаде дома 161 по ул. Фрунзе, где жил Н. А. Лунин, установлена памятная плита.
- В Одессе на фасаде дома (ул. Контр-адмирала Лунина, 6) установлена памятная доска.
- Именем Лунина также названа средняя общеобразовательная школа № 279 в ЗАТО Скалистый (Гаджиево) Мурманской области (2000)[30].